# Хуліо Сесар Кортес
Хуліо Сесар Кортес (ісп. Julio César Cortés; 29 березня 1941, Монтевідео — 24 липня 2025) — уругвайський футболіст та тренер, грав на позиції півзахисника. Виступав, зокрема, за клуб «Пеньяроль», а також національну збірну Уругваю.
Чотириразовий чемпіон Уругваю. Володар Кубка Лібертадорес. Володар Міжконтинентального кубка.

## Клубна кар'єра

### Ранні роки та початок кар'єри
Народився 29 березня 1941 року в місті Монтевідео. Вихованець футбольної школи клубу «Фенікс». У дорослому футболі дебютував 1957 року виступами за першу команду клубу. У 1958 році перебрався в «Пеньяроль», в якому провів один сезон. Потім грав за «Суд Америка». У 1962 році вперше спробував свої сили за межами рідної країни, переїхав до аргентинського клубу «Хімнасія і Есгріма», але не зіграв за головну команду жодного поєдинку. Незабаром після цього повернувся на батьківщину, де підсилив «Серро». Залишив команду у 1965 році, щоб захищати кольори клубу аргентинського Прімера Дивізіону «Росаріо Сентраль».

### «Пеньяроль»
Зіграв один сезон у «Росаріо Сентраль», Кортес повернувся в Уругвай, де 1966 року підписав контракт з «Пеньяроль», де виступав з такими футболістами першими гравцями Педро Роча, Альберто Спенсер, Хуліо Аббаді та Омар Каетано. Команда виграла Кубок Лібертадорес 1966 року, зокрема 23 квітня 1966 року відзначився голом в півфіналі пей-оф проти принципових суперників-земляків «Насьйоналя» завдяки чому «Пеньяроль» вийшов до фіналу, де обіграв аргентинський «Рівер Плейт» у триматчевому протистоянні. Більшість часу, проведеного у складі «Пеньяроля», був основним гравцем команди. Дещо згодом «Пеньяроль» у фіналі Міжконтинентального кубку переміг чемпіона Іспанії проти мадридського «Реалу». У 1967 та 1968 році допоміг команді виграти чемпіонат Уругваю. У 1971 році став володарем Кубку Монтевідео.

### Виступи за кордоном наприкінці кар'єри
У 1972 році перейшов до представника Прімера Дивізіону Мексики «Атланте», де став провідним гравцем півзахисту. Під час матчу з «Гвадалахарою» зіткнувся з Габріелем Лопесом Запіаном, через що отримав перелом великогомілкової та малогомілкової кістки правої ноги. Також відіграв один сезон за «УНАМ Пумас». З 1974 по 1975 рік грав за «Лос-Анджелес Ацтекс» та «Мунісіпаль». Завершив кар'єру футболіста у команді «Альянса», за яку грав протягом 1975—1976 років.

## Виступи за збірну
Дебютував у футболці національної збірної Уругваю 2 травня 1962 року в переможному (3:2) поєдинку проти Шотландії в Глазго.
У складі збірної був учасником розіграшу Золотого кубка КОНКАКАФ 2000 року у США, розіграшу Золотого кубка КОНКАКАФ 2002 року у США, чемпіонату світу 1962 року у Чилі (зіграв один матч), чемпіонату світу 1966 року в Англії, чемпіонату світу 1970 року у Мексиці. Одним із шести гравців Уругваю, які входили до складу трьох команд Кубку світу. На чемпіонаті світу 1966 року Кортес відзначився останнім вирішальним голом проти Франції, один із двох голів, якими Уругвай відзначився у цьому матчі та на всьому турнірі. Уругвай вибув у чвертьфіналі від Західної Німеччини.
Чотири роки по тому в Мексиці провів усі шість матчів Уругваю, коли команда дійшла до півфіналу, де програла Бразилії. Під час втішного матчу проти Західної Німеччини Кортес досяг загальну кількість 11 зіграних матчів на чемпіонаті світу, що є другою найвищою оцінкою за воротарем, після 13-ти зіграних матчів в одноклубника з «Пеньяроля» Ладислао Мазуркевичу. Матч проти німців також став останнім для Хуліо у складі збірної Уругваю.
Загалом протягом кар'єри у національній команді, яка тривала 9 років, провів у її формі 30 матчів, в яких відзначився 3 голами.

## Кар'єра тренера
Розпочав тренерську кар'єру, повернувшись до футболу після невеликої перерви, 1983 року, очоливши тренерський штаб клубу «Сучитепекес», допоміг клубу виграти єдиний в історії титул чемпіона країни. 1987 року став головним тренером національної збірної Гватемала, тренував команду під час її виступів на Панамериканських іграх того ж року. На тренерському місту збірної пропрацював понад рік, допоки його в квітні 1988 року не замінив Хорхе Ролдан. У 1993 році тренував костариканську «Сапріссу». У червні 2000 року знову очолив тренерський штаб збірної Гватемала (замінив на цій посаді Карлоса Мілока), де пропрацював до 2003 року (один з найтриваліших періодів часу, коли тренер безперервно працював зі збірною вище вказаної країни). За цей час Гватемала не змогла пройти кваліфікацію на чемпіонат світу 2002 року, але виграла Кубок націй Центральної Америки 2001 року — перший міжнародний титул за 34 роки — а два роки по тому, на вище вказаному турнірі, дійшла до фіналу.
Протягом тренерської кар'єри також очолював команди «Хувентуд Ретальтека» та «Кобан Імперіал». У червні 2004 року підписав контракт з «Агілою», але його звільнили напередодні матчу 11-го туру. За цей час набрав лише 36 % від потенційно можливих набраних очок. У березні 2005 року очолив «Халапу». Того ж року померла й дружина Кортеса. Наразі останнім місцем тренерської роботи був клуб «Сан-Карлос», головним тренером команди якого Хуліо Сесар Кортес працював з липня 2007 року.

### Конфлікт з Федерацією футболу Гватемали
Після звільнення з посади тренера національної команди у квітні 2003 року у зв'язку з численними звинувачченями Кортес подав позов проти федерації футболу Гватемали за порушення умов договору, вимагаючи виплати частини його заробітної плати на посаді тренера національної збірної. Тренер звернувся зі скаргою до ФІФА, яка в 2006 році постановила, що Федерація футболу Гватемали виплатить йому частину того, що він вимагав. У вересні 2006 року Федерація футболу Гватемали подала проти тренера зустрічний позов, звинувативши його у шахрайстві перед місцевим судом, який встановив, що Кортес, який на той час проживав у Коста-Риці, а на даний момент знаходився в Гватемалі, залишився в країні.

## Особисте життя
Племінник Кортеса Фабріціо Бенітес грає у футбол у Гватемалі.

## Досягнення

### Як гравця
«Пеньяроль»
- Прімера Дивізіон Уругваю
  -  Чемпіон (4): 1958, 1959, 1967, 1968

- Кубок Уругваю
  -  Володар (2): 1967, 1968

- Кубок Лібертадорес
  -  Володар (1): 1966

- Міжконтинентальний кубок
  -  Володар (1): 1966

### Як тренера
«Сучитепекес»
- Чемпіонат Гватемали
  -  Чемпіон (1): 1983

«Хувентуд Ретальтека»
- Кубок Гватемали
  -  Володар (1): 1984/85

«Халапа»
- Кубок Гватемали
  -  Володар (1): 2005

збірна Гватемали
- Кубок центральноамериканських націй
  -  Володар (1): 2001
  -  Фіналіст (1): 2003